# Dotideals
Els dotideals (Dothideales) són un ordre de fongs ascomicots de la classe dels dotideomicets (Dothideomycetes). Són fongs bitunicats que conté principalment espècies sapròfites o paràsites de les plantes. Els tàxons d'aquest ordre es caracteritzen per l'absència d'un hamateci ( hifes o altres teixits entre els ascs) en un lòcul, i la formació d'ascs fistunicats (ascs amb paret de dues capes que es divideixen a la maduresa) d'ovoides a cilíndrics.

## Taxonomia
Fins a l'any 2001, aquest ordre es considerava que tenia 5 famílies: Botryosphaeriaceae, Coccoidiaceae, Doditheaceae, Dothioraceae i els Planistromellaceae.
Estudis filogenètics posteriors han reestructurat la classificació essent la més recent la de 2024 on els Dothideales contenen quatre famílies:
- Família Dothideaceae
- Família Neocelosporiaceae
- Família Saccotheciaceae
- Família Zalariaceae